# Anna Szatkowska
Anna Szatkowska, später Anna Rosset-Bugnon, (* 15. März 1928 in Górki Wielkie; † 27. Februar 2015) schloss sich als Sechzehnjährige dem Aufstand der polnischen Heimatarmee an, die Warschau von der deutschen Okkupation befreien wollte. Sie diente als Sanitäterin. Sechzig Jahre später entschloss sie sich, ihre Erlebnisse beim Warschauer Aufstand in einem Buch zu beschreiben.

## Leben und Werk
Anna Szatkowska war die Tochter der polnischen katholischen Schriftstellerin und Widerstandskämpferin Zofia Kossak-Szczucka. In Górki, an der Südgrenze Polens, lebte sie mit Bruder, Eltern und Großeltern in einem Herrenhaus in relativem Wohlstand. Das änderte sich schlagartig mit Beginn des Krieges am 1. September 1939, als die Familie Górki auf der Suche nach einem sicheren Ort verlassen musste. 
Zunächst konnte Anna ihre Schulbildung in einem Mädcheninternat unter großen Schwierigkeiten fortsetzen, aber im Sommer 1944 meldete sie sich zur polnischen Untergrundarmee und wurde in die Patrouille Ewa-Maria aufgenommen, die aus sieben jungen Sanitäterinnen bestand. Der Warschauer Aufstand begann am 1. August 1944 und dauerte dreiundsechzig Tage, bis er von den Deutschen niedergeschlagen wurde, während die Rote Armee am anderen Ufer der Weichsel abwartete.
Im Oktober 1944 begann Anna mit der ehemaligen Leiterin ihrer Patrouille, Ewa Orlikowska, ihre Erlebnisse aus dem Gedächtnis niederzuschreiben. Diese Notizen dienten ihr sechzig Jahre später als Grundlage für ihr Erinnerungsbuch.
Nach Kriegsende begann sich in Polen ein kommunistisches Regime unter sowjetischer Oberherrschaft zu etablieren. Im Juni 1945 bekam Annas Mutter, Zofia Kossak, eine Vorladung von dem neuen polnischen Innenminister Jakub Berman. Er war jüdischer Abstammung und riet ihr dringend, das Land mit ihrer Tochter Anna so bald wie möglich zu verlassen. Dies geschah zu ihrem Schutz; denn der Minister wusste, was seine Regierung mit Nichtkommunisten vorhatte, und er wusste von seinem Bruder, Adolf Berman, was Zofia persönlich und im Rahmen von Żegota für die Rettung tausender Juden getan hatte. So rettete er ihr und Anna das Leben.
Anna begann ihre Universitätsstudien in Irland und vollendete sie in Fribourg in der Schweiz. Sie wurde Lehrerin. 1951 heiratete sie den Schweizer Jean-Marie Rosset und bekam vier Kinder. Jean-Marie Rosset starb schon 1960 durch einen Verkehrsunfall. 1971 heiratete sie Jean Bugnon. Das Ehepaar lebte zuletzt in Cugy im Kanton Fribourg.
Jahrzehntelang sprach Anna nicht über ihre Warschauer Kriegserlebnisse, aber die immer wiederkehrenden Fragen ihrer Enkelkinder brachten sie schließlich dazu, ihre Erinnerungen auf Französisch niederzuschreiben. Anschließend übersetzte sie ihr Buch ins Polnische; andere Übersetzungen sind in Planung.